# نایب‌السلطنه هند
فرماندار کل هندوستان (یا از ۱۸۵۸ تا ۱۹۴۷ نایب‌السلطنه هند) (به انگلیسی: Viceroy of India) رئیس حکومت بریتانیا در هندوستان در دوران استعمار، و پس از استقلال هند، نماینده پادشاه بریتانیا و رئیس دوفاکتو کشور بود. این پست برای نخستین بار در سال ۱۷۷۳ به عنوان فرماندار کل پرزیدنسی مستقر در قلعه ویلیام بنا نهاده شد. فرماندار کل، تنها کنترل مستقیم قلعه ویلیام را در دست داشت، اما بر دیگر مسئولین کمپانی هند شرقی نیز نظارت می‌نمود. اختیار کل هند بریتانیا در سال ۱۸۳۳ به این مقام اعطا گردید، و به‌طور رسمی به نام فرماندار کل هندوستان لقب گرفت.

## نگارخانه

پرچم فرماندار کل (۱۸۵۸ تا ۱۹۴۷) که ستاره هند را زیر تاج امپراتوری هند بر نقش پرچم متحد بریتانیا نشان می‌دهد